# Badeni Karolina bajor királyné
Karolina Friderika Vilma badeni hercegnő, (németül) Friederike Karoline (vagy Caroline) Wilhelmine von Baden (Karlsruhe, 1776. július 13. – München, 1841. november 13.), a Badeni-ház durlachi ágából származó evangélikus vallású német hercegnő, Wittelsbach Miksa József herceggel kötött házassága révén 1797-től zähringeni hercegné, 1799-től pfalzi és bajor választófejedelemné, 1806. január 1-jétől 1825-ig a Bajor Királyság első királynéja. Leányainak kiházasítása révén anyai nagyanyja (többek között) I. Ferenc József császárnak, valamint Erzsébet királynénak is.

## Élete

### Származása
Karolina Friderika Vilma hercegnő 1776-ban született a Badeni Őrgrófság székvárosában, Karlsruhéban, az evangélikus vallású Badeni őrgrófi családban.
Édesapja a Badeni-ház durlachi ágából származó Károly Lajos badeni trónörökös herceg (Erbprinz, 1755–1801) volt, Károly Frigyes badeni őrgrófnak (Markgraf, 1728–1811) és Karolina Lujza hessen–darmstadti hercegnőnek (1723–1783) legidősebb fia, a Badeni Őrgrófság trónjának várományosa.
Édesanyja Amália hessen–darmstadti hercegnő (1754–1832) volt, IX. Lajos hessen–darmstadti tartománygróf (Landgraf, 1719–1790) és Henrietta Karolina pfalz–zweibrückeni hercegnő (1721–1774) harmadik leánya.
Szüleinek nyolc gyermeke közül heten érték meg a felnőttkort. Köztük a két legidősebb ikerleány, Katalin Amália Krisztina és Karolina Friderika:
- Katalin Amália Krisztina Lujza hercegnő (1776–1823), Karolina ikernővére, nem ment férjhez,
- Karolina Friderika Vilma hercegnő (1776–1841), IV. Miksa József bajor választófejedelemmel kötött házassága révén 1806-tól Bajorország királynéja,
- Lujza Mária hercegnő (1779–1826), Sándor orosz trónörökössel kötött házassága révén Jelizaveta Alekszejevna néven 1801-től Oroszország cárnéja,
- Friderika Dorottya hercegnő (1781–1826), IV. Gusztáv Adolf királlyal kötött házassága révén 1797-től Svédország királynéja,
- Mária Erzsébet hercegnő (1782–1808), házassága révén Braunschweig–Wolfenbüttel uralkodó hercegnéje,
- Károly Frigyes herceg (1784–1785), kisgyermekként elhalálozott,
- Károly Lajos herceg (1786–1818), 1801-től trónörökös, 1811-től Baden nagyhercege,
- Vilma Lujza hercegnő (1788–1836), házassága révén Hessen nagyhercegnéje.

Karolina hercegnő nagyapja, Károly Frigyes őrgróf 1771-ig Baden-Durlach őrgrófja volt, 1771-ben a Badeni-ház „Bernát-ágának” kihalásával megörökölte Baden-Baden őrgrófságot is, és az egyesített Badeni Őrgrófság uralkodójává vált. 1803-ban választófejedelmi rangot kapott, ezt a Német-római Birodalom megszűnéséig, 1806-ig viselte
Karolina édesapja, Károly Lajos trónörökös herceg 1801-ben elhunyt, így Karolina öccse, Károly Lajos herceg lett a Badeni Őrgrófság trónörököse (Erbprinz).
A nagyapa, Károly Frigyes badeni őrgróf 1806-ban Napóleon császártól megkapta az újonnan kreált Badeni Nagyhercegség uralkodói címét.

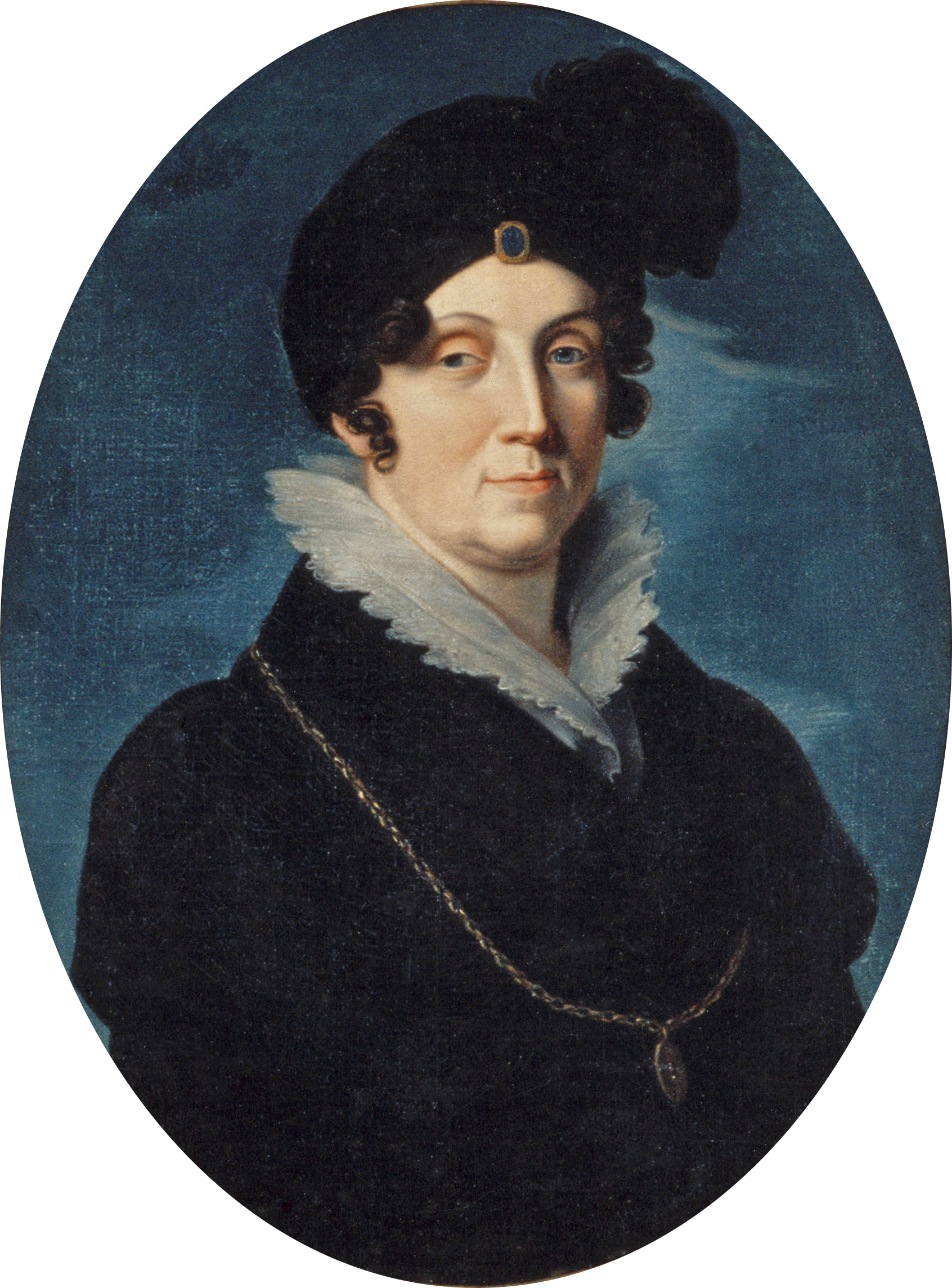
Anyja, Amália hessen–darmstadti hercegnő, „Európa anyósa”.

### Házasságának előzményei
Karolina Friderika édesanyját, Amália hessen–darmstadti hercegnőt gyakran nevezték „Európa anyósának”, mivel leányait – akik a nagyhercegség kikiáltása előtt „csupán” őrgrófi családból való hercegkisasszonyok voltak – ügyes házassági politikával jelentős európai hatalmak uralkodóihoz és trónörököseihez adta feleségül: Közülük a 18–19. század fordulóján Lujza Mária hercegnő Oroszország cárnéja, Friderika Dorottya hercegnő Svédország királynéja volt, Mária Erzsébet és Vilma Lujza hercegnők is német uralkodó hercegek feleségei lettek. Amália hercegné a kedvenc leányát, Karolina Friderikát is egy fejedelmi trón birtokosához vagy várományosához kívánta hozzáadni.
Erre 1796-ban nyílt esély. Megözvegyült Miksa József pfalz-zweibrückeni herceg, aki a francia forradalom kitöréséig ezredesként szolgált XVI. Lajos francia király hadseregében, de családostul menekülni kényszerült a forradalmi hadseregek előretörése miatt. Első felesége, Auguszta Vilma Mária hessen–darmstadti hercegnő (1765–1796) a menekülés viszontagságai során, 1796-ban meghalt. Miksa herceg a Wittelsbach-ház ifjabb, pfalz-zweibrücken-birkenfeldi ágához tartozott. Ebben az időben Bajorország választófejedelme, egyben Pfalz palotagrófja és választófejedelme a 74 éves Károly Tivadar (1724–1799) volt, Jülich és Berg uralkodó hercege, a Wittelsbach-ház Pfalz-sulzbachi ágának utolsó férfi tagja, akinek nem volt férfi utódja. Második feleségétől, a nála 52 évvel fiatalabb, kikapós természetű Mária Leopoldina osztrák főhercegnőtől sem remélhetett utódot. Károly Tivadar halála esetén a Pfalzi és Bajor Választófejedelemségek koronájának várományosa (leányágon) a Wittelsbachok pfalz-zweibrückeni ága, nevezetesen a megözvegyült Miksa József zweibrückeni herceg volt, akit Amália hercegasszony ideális férjjelöltnek ítélt leánya, Karolina Friderika számára.

### Házassága, gyermekei

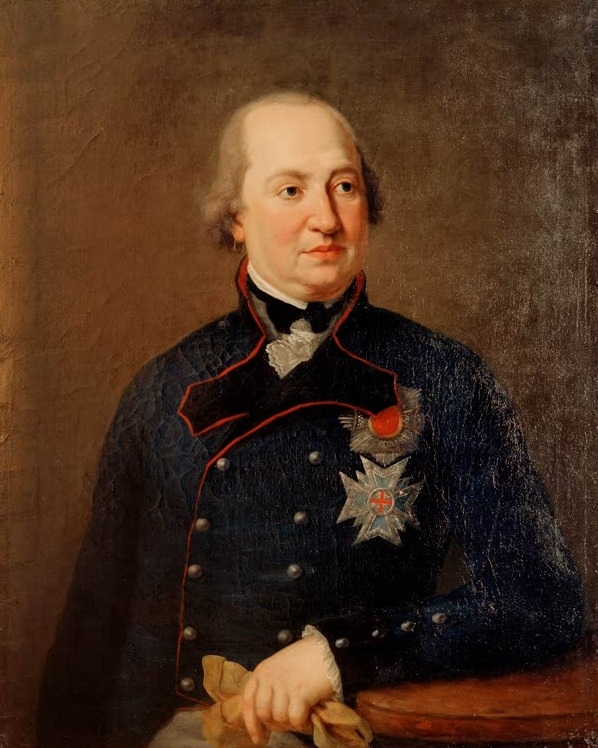
Férje, Wittelsbach Miksa József, Zweibrücken hercege, Bajorország választófejedelme, majd királya.

Karolina Friderika hercegnő 21 éves korában, 1797. március 9-én Karlsruhéban feleségül ment a Wittelsbach-ház pfalz-zweibrücken-birkenfeldi ágából származó, 41 éves Miksa József pfalz-zweibrückeni herceghez (1756–1825), Frigyes Mihály pfalz-zweibrückeni uralkodó herceg (1724–1767) és Maria Franziska Dorothea von Pfalz-Sulzbach hercegnő (1724–1794) második fiához. Házasságukból nyolc gyermekük született, öten érték meg a felnőttkort.
1. Egy halva született fiú (*/† 1799)
2. Miksa József Károly Frigyes herceg (1800–1803), kisgyermekkorban meghalt.
3. Erzsébet Ludovika hercegnő (1801–1873), aki 1823-ban IV. Frigyes Vilmos porosz királyhoz (1795–1861) ment feleségül.
4. Amália Auguszta hercegnő (1801–1877), Erzsébet Ludovika ikerhúga, aki 1822-ben I. János szász királyhoz (1801–1873) ment feleségül.
5. Mária Anna Leopoldina hercegnő (1805–1877), Zsófia Friderika hercegnő ikernővére, 1833-ban II. Frigyes Ágost szász királyhoz (1797–1854) ment feleségül.
6. Zsófia Friderika Dorottya hercegnő (1805–1872), 1824-től Ferenc Károly osztrák főherceg (1802–1878) felesége, I. Ferenc József császár és király anyja.
7. Mária Ludovika Vilma hercegnő (1808–1892), 1828-tól Miksa József bajor herceg felesége, Erzsébet császárné és királyné anyja.
8. Maximiliána Jozefa Karolina hercegnő (1810–1821), gyermekként meghalt.

A házassági szerződésben Karolina Friderika hercegnő családja kikötötte, hogy leányuknak nem kell feladnia evangélikus vallását, nem kell áttérnie a Wittlesbach-ház katolicizmusára, amely egyben Bajorország államvallása is volt. A hercegné szolgálatába fogadta Ludwig Friedrich Schmidt evangélikus lelkész–prédikátort, a hercegné, majd királyné személyes lelki atyjaként. Ő volt az első törvényesen működő evangélikus papi személy Münchenben, aki a királyné környezetében kialakult kis evangélikus közösséget gondozhatta.

### Bajorország királynéja (1806–1841)

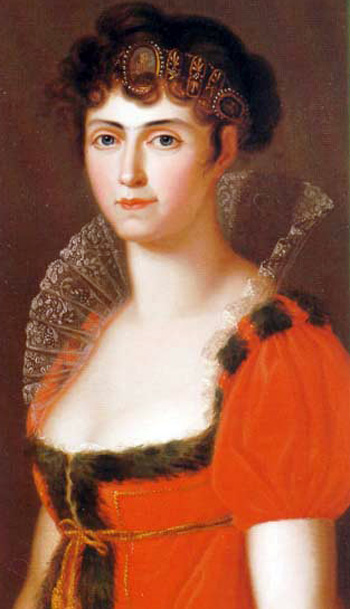
Badeni Karolina, Bajorország királynéja

Amália hercegasszony jó vőt választott. 1799-ben, a Wittelsbach-ház Pfalz–Sulzbach ágának kihalásakor valóban Karolina hercegné férje lett Bajorország választófejedelme, IV. Miksa József néven. A család Münchenbe költözött. Miksa továbbra is franciabarát politikát folytatott, a családját ért korábbi viszontagságok ellenére. A Német-római Birodalom megszűnése után belépett a Napóleon császár által irányított Rajnai Szövetségbe, ennek jutalmául Napóleon 1805-ben létrehozta a Bajor Királyságot. 1806. január 1-jén Miksa Józsefet bajor királlyá koronázták (I. Miksa néven), Karolina hercegnéből Bajorország első királynéja lett. Gyermekeik bajor királyi hercegi, hercegnői rangra emelkedtek, Miksa királynak Auguszta Vilma hessen–darmstadti hercegnőtől született gyermekeivel együtt. 1813-ban, Napóleon oroszországi hadjáratának kudarca után Miksa király átállt a Napóleon elleni koalíció oldalára. A bécsi kongresszuson a győztesek oldalán ült, megkapta a Frankföldet (bár az Ausztriától átcsatolt területeket vissza kellett adnia). Elismerték Miksa király utódainak örökletes királyságát. A Wittelsbach-ház Európa tekintélyes uralkodóházai közé emelkedett. Gyermekei Európa uralkodó családjaiba házasodhattak be.

### Özvegysége, elhunyta
Miksa 1825-ben meghalt, Bajorország trónját első házasságából származó elsőszülött fia, Lajos Károly Ágost herceg (1786–1868) örökölte, I. Lajos néven. A katolikus egyházi vezetők ettől kezdve nyíltan kimutatták ellenszenvüket az evangélikus vallását megtartó özvegy anyakirálynéval szemben.
Karolina királyné 1841. november 13-án hunyt el Münchenben. Férje, Miksa király mellé temették, a római katolikus teatinus rend müncheni Szent Kajetán alapítványi templomának (Theatinerkirche) fejedelmi kriptájába (Fürstengruft). A katolikus egyházi vezetés megragadta az alkalmat, hogy holtában megalázza a „lutheránát”. Lothar Anselm von Gebsattelnek, München és Freising érsekének (1761–1846) utasítására a klérus tagjai és az alapítványi templom templom teljes papsága tüntetőleg világi öltözetben jelentek meg. Az evangélikus egyházi személyek a királyné koporsóját csak a templom kapujáig kísérhették, a templomba egyedül Ludwig Friedrich Schmidt, a királyné lelki atyja léphetett be, a kíséretnek kint kellett maradnia. Schimdt búcsúprédikációja után a temetési menet feloszlott, a katolikus egyház képviselői eltávoztak. A koporsót a templomszolgák szállították le a kriptába, még a harang sem szólt.
Az incidens olyan méltatlan és megalázó módon zajlott le, hogy a temetésre összegyűlt tömegben tiltakozó zavargások kezdődtek. Maga az uralkodó, I. Lajos király, Karolina királyné mostohafia is nyilvánosan elhatárolta magát az egyházi vezetők viselkedésétől, pedig ő a protestantizmus elszánt ellenségének számított, bár saját felesége, Terézia Sarolta királyné is evangélikus vallású volt. A Karolina királyné temetését követő években I. Lajos király sokat enyhített az evangélikus egyházat sújtó rendelkezések szigorúságán.